# Liste der Naturdenkmäler in Wien/Floridsdorf
Die Liste der Naturdenkmäler in Wien/Floridsdorf listet alle als Naturdenkmal ausgewiesenen Objekte im 21. Wiener Gemeindebezirk Floridsdorf auf. Bei den 12 Naturdenkmälern handelt es sich laut Definition der Stadt Wien um neun Einzel-Naturdenkmäler und drei Flächige Naturdenkmäler.

## Naturdenkmäler
| Foto |                 | Name                                        | ID                   | Standort                                                          | Beschreibung | Fläche | Datum      |
| ---- | --------------- | ------------------------------------------- | -------------------- | ----------------------------------------------------------------- | --- | ------ | ---------- |
| 1    | Datei hochladen | Aubestand                                   | 123                  | Wien, Schwarzlackenau Standort                                    | Der Aubestand in der Schwarzlackenau (dem Jedleseer Aupark entsprechend) ist nicht nur als Teil der Donauauen und Standort für geschützte Vögel wertvoll, sondern auch als einer der Schauplätze der Kämpfe von 1809, an die das O’Brien-Denkmal erinnert. |        | 23.03.1939 |
| 1    | Datei hochladen | Esche (Fraxinus excelsior)                  | 600                  | Wien, Jedleseer Straße/Sinawastingasse Standort                   | Die Esche ist wahrscheinlich ein Relikt des ehemals hier vorhandenen Aubestands. Ihr Stammumfang beträgt 2,70 m, die Baumkrone hat einen Durchmesser von 20 m. Die Krone ist durch ihre Dimensionen ortsbildbestimmend und überragt auch die nebenstehende Nordbrücke.                                                                                               |        | 11.11.1974 |
| 1    | Datei hochladen | 2 Winterlinden (Tilia cordata)              | 607                  | Wien, Hagenbrunner Straße, beim Herrnholz Standort                | Die beiden Linden stehen neben dem Wegkreuz an der Landesgrenze und sind nicht zuletzt wegen ihrer Lage im Landschaftsbild erhaltenswert. |        | 09.01.1975 |
| 1    | Datei hochladen | Ginkgobaum (Ginkgo biloba)                  | 615                  | Wien, Floridsdorfer Hauptstraße 33 Standort                       | Der Ginkgo steht nicht zuletzt wegen seiner Seltenheit unter Schutz. |        | 21.04.1975 |
| 1    | Datei hochladen | Vier „Schanzen“                             | 695 HERIS-ID: 205269 | Wien, Bisamberg Standort                                          | Die „Schanzen“ haben nicht nur kulturhistorischen Wert als Teil der Verteidigungslinie Wiens, sondern sind auch pflanzenphysiologische Vegitationsinseln mit xerophilen Sträucher, die gemeinsam mit dem umgebenden Trockenrasen des Bisamberges Standort einer großen Anzahl seltener geschützter Pflanzen sind.                                                    |        | 05.06.1981 |
| 1    | Datei hochladen | 3 Fichten (Picea abies)                     | 757                  | Wien, Stammersdorfer Zentralfriedhof Standort                     | Diese Baumgruppe hat auch als Hauptschlafplatz einer Gruppe von bis zu 30 Waldohreulen ökologische Bedeutung. |        | 19.10.1984 |
| 1    | Datei hochladen | Platane (Platanus x hybrida)                | 758                  | Wien, Leopold-Ferstl-Gasse 9 Standort                             | Die Platane hat einen Stammumfang von 403 cm, eine Höhe von ca. 25 m und einem Kronendurchmesser von 22 m. Insbesondere ihr breit ausladender Kronenaufbau ist bemerkenswert. Sie wurde wohl Ende des 19. Jhdts. gepflanzt, als der Schulhof der nahegelegenen Volksschule angelegt wurde.                                                                           |        | 16.12.1994 |
| 1    | Datei hochladen | 2 Silberpappeln (Populus alba)              | 782                  | Wien, Freilingrathplatz Standort                                  | Die beiden Pappeln mitsamt ihrem Wurzelraum als Lebensfläche stehen auch wegen ihres landschaftsgestaltenden Charakters unter Schutz. |        | 20.10.2003 |
| 1    | Datei hochladen | Sommerlinde (Tilia platyphyllos)            | 785                  | Wien, Josef-Türk-Gasse, vor Nr. 8 Standort                        | Die Sommerlinde hat einen Umfang von 2,50 m, eine Höhe von ca. 18 m. und prägt das Bild der Schwarzlackenau. |        | 21.04.2004 |
| 1    | Datei hochladen | Weiß-Pappel (Populus alba)                  | 788                  | Wien, Türkisgasse, vor Nr. 2 Standort                             | Der Stammumfang der Pappel beträgt 370 cm, die Höhe ca. 28 m und der Kronendurchmesser ca. 12 m. Sie prägt das Bild der örtlichen Siedlung. |        | 12.01.2004 |
| 1    | Datei hochladen | Trauerschnurbaum (Sophora japonica Pendula) | 792                  | Wien, Pius-Parsch-Platz, vor der Kirche Standort                  | Der Baum hat einen Stammumfang von 1,6 m (gemessen in 1 m Höhe ab Boden) und eine Höhe von ungefähr 5 m. Der Kronendurchmesser beträgt 4,8 m, die Wurzeln sind teilweise versiegelt. Wegen seiner markanten, unregelmäßig geformten Krone, seines dichten Laubwuchses und allgemein wegen seiner Seltenheit in unserem Raum wurde dieser Baum unter Schutz gestellt. |        | 03.11.2005 |
| 1    | Datei hochladen | Schwarzer Holunder (Sambucus nigra)         | 802                  | Wien, Hassingergasse, zwischen Nr. 29 & 31 Standort               | Der Baum hat einen Stammumfang von 1,70 m (gemessen in 1 m Höhe ab Boden), einen Kronendurchmesser von ca. 7 m und eine Höhe von 10 m. Seine Art ist in unserem Raum häufig, allerdings handelt es sich um ein sehr auffälliges Baumindividuum. |        | 04.05.2007 |
| 0 BW | Datei hochladen | Schwarzpappel (Populus nigra)               | 852                  | Wien, Ocwirkgasse 11 KG: Großjedlersdorf I GrStNr: 392/6 Standort | Die mittlerweile selten gewordene Schwarzpappel ist ein typischer Baum für die ehemaligen Auwälder in den Feuchtgebieten der Gegend. |        | 27.10.2020 |

| Foto:                    | Fotografie des Naturdenkmals. Klicken des Fotos erzeugt eine vergrößerte Ansicht. Daneben finden sich zwei Symbole: \| Weitere Bilder vorhanden \| Das Symbol bedeutet, dass weitere Fotos des Objekts verfügbar sind. Durch Klicken des Symbols werden sie angezeigt. \| \| Eigenes Foto hochladen \| Durch Klicken des Symbols können weitere Fotos des Objekts in das Medienarchiv Wikimedia Commons hochgeladen werden. \| |
| Name:                    | Bezeichnung des Naturdenkmals laut offiziellen Quellen |
| ID                       | Identifikator |
| Standort:                | Es ist die Gemeinde und falls vorhanden die Adresse angegeben. Darunter sind die Katastralgemeinde (KG) und die Grundstücksnummer angeführt. Durch Aufruf des Links Standort wird die Lage des Denkmals in verschiedenen Kartenprojekten angezeigt. |
| Beschreibung             | Kurze Beschreibung des Naturdenkmals |
| Fläche                   | Fläche des Naturdenkmals in Hektar (ha) |
| Datum                    | Datum oder Jahr der Unterschutzstellung |
| Weitere Bilder vorhanden | Das Symbol bedeutet, dass weitere Fotos des Objekts verfügbar sind. Durch Klicken des Symbols werden sie angezeigt. |
| Eigenes Foto hochladen   | Durch Klicken des Symbols können weitere Fotos des Objekts in das Medienarchiv Wikimedia Commons hochgeladen werden. |